# Promozione Abruzzo 1977-1978
Nella stagione 1977-1978 la Promozione era il quinto livello del calcio italiano (il massimo livello regionale). Qui vi sono le statistiche relative al campionato in Abruzzo.
Il campionato è strutturato in vari gironi all'italiana su base regionale, gestiti dai Comitati Regionali di competenza. Promozioni alla categoria superiore e retrocessioni in quella inferiore non erano sempre omogenee; erano quantificate all'inizio del campionato dal Comitato Regionale secondo le direttive stabilite dalla Lega Nazionale Dilettanti, ma flessibili, in relazione al numero delle società retrocesse dal Campionato Interregionale e perciò, a seconda delle varie situazioni regionali, la fine del campionato poteva avere degli spareggi sia di promozione che di retrocessione.

## Squadre partecipanti
| Club                 | Città                         |
| -------------------- | ----------------------------- |
| A.S. Angizia         | Luco dei Marsi (AQ)           |
| Angolana Calcio      | Città Sant'Angelo (PE)        |
| Pol. Ate Tixa        | Atessa (CH)                   |
| A.S. Carsoli         | Carsoli (AQ)                  |
| S.S. Chieti Scalo    | Chieti                        |
| A.S. Cliternum       | Celano (AQ)                   |
| A.S. Montorio Calcio | Montorio al Vomano (TE)       |
| A.S. Notaresco       | Notaresco (TE)                |
| Pol. Pennese         | Penne (PE)                    |
| A.S. Pro Lido        | Tortoreto Lido (TE)           |
| G.S. Raiano          | Raiano (AQ)                   |
| Pol. Sagittario      | Pratola Peligna (AQ)          |
| U.S. San Salvo       | San Salvo (CH)                |
| A.S. Santegidiese    | Sant'Egidio alla Vibrata (TE) |
| S.S.C. Silvi         | Silvi (TE)                    |
| S.S. Sulmona         | Sulmona (AQ)                  |
| U.S. Termoli         | Termoli (CB)                  |

### Classifica finale
|  | Pos. | Squadra         | Pt | G  | V  | N  | P  | GF | GS | DR  |
|  | ---- | --------------- | -- | -- | -- | -- | -- | -- | -- | --- |
|  | 1.   | Sulmona         | 46 | 30 | 21 | 4  | 5  | 59 | 22 | +37 |
|  | 2.   | Pennese         | 44 | 30 | 19 | 6  | 5  | 46 | 21 | +25 |
|  | 3.   | Santegidiese    | 39 | 30 | 14 | 11 | 5  | 35 | 22 | +13 |
|  | 4.   | Carsoli         | 35 | 30 | 12 | 11 | 7  | 40 | 28 | +12 |
|  | 5.   | Termoli         | 35 | 30 | 13 | 9  | 8  | 38 | 27 | +11 |
|  | 6.   | Pro Lido        | 33 | 30 | 12 | 9  | 9  | 52 | 45 | +7  |
|  | 7.   | Angolana Calcio | 30 | 30 | 8  | 14 | 8  | 33 | 37 | -4  |
|  | 8.   | Ate-Tixa        | 26 | 30 | 8  | 10 | 12 | 25 | 35 | -10 |
|  | 9.   | Chieti Scalo    | 26 | 30 | 8  | 10 | 12 | 33 | 48 | -15 |
|  | 10.  | Silvi           | 26 | 30 | 10 | 6  | 14 | 28 | 37 | -9  |
|  | 11.  | San Salvo       | 25 | 30 | 6  | 13 | 11 | 25 | 32 | -7  |
|  | 12.  | Notaresco       | 25 | 30 | 9  | 7  | 14 | 33 | 42 | -9  |
|  | 13.  | Sagittario      | 25 | 30 | 7  | 11 | 12 | 30 | 42 | -12 |
|  | 14.  | Angizia         | 25 | 30 | 9  | 7  | 14 | 21 | 29 | -8  |
|  | 15.  | Raiano          | 24 | 30 | 6  | 12 | 12 | 27 | 36 | -9  |
|  | 16.  | Montorio        | 16 | 30 | 4  | 8  | 18 | 21 | 43 | -22 |
|  | ---  | Cliternum       | -- | -- | -- | -- | -- | -- | -- | 0   |

- Cliternum escluso dopo la ventesima giornata e invalidate tutte le sue partite fin lì disputate.